# گریت بریست
گریت بریست (به انگلیسی: Great Bricett) یک روستا و محله مدنی در بریتانیا است که در Mid Suffolk واقع شده‌است. گریت بریست ۱٬۵۳۰ نفر جمعیت دارد.